# Стадион Луј Ашил
Стадион Луј Ашил (фр. Stade Louis Achille) је вишенаменски стадион у Фор де Франсу на Мартинику. Тренутно се највишекористи за фудбалске утакмице и домаћин је домаћих утакмица Гуд лак. Стадион прима 9.000 људи.
Био је главни стадион Мартиника све док није отворен Стаде Жорж Гратиан 1988. и Стадион Пјер Аликер 1993. године. Клуб „Гуд Лак де Фор де Франс” игра своје утакмице овде, као и разне репрезентације из Фудбалског савеза Мартиника ЛФМ. Овде су се одиграле све утакмице Групе Е првог кола квалификација за Квалификације за Куп Кариба 2008.#Група Е Кариба у фудбалу 2008.

## Историјат
Године 1923. општинско веће Форт де Франса и руководство атлетског савеза УСМСА одлучили су да изграде спортски комплекс у округу Белевуе. Генерални секретар Феликс Ебуе је био посебно укључен у изградњу и напредак је био вредан пажње. Стадион је званично отворен 1937. године. Године 1947. спортски комплекс је обухватао фудбалски терен димензија 110 × 75 м, кошаркашки терен и коњички центар. Стадион је могао да прими 6.000 људи, а било је 900 места за седење.
Године 1950. стадион је добио име по Лују Ашилеу, локалном наставнику историје и енглеског језика у средњој школи и бившем председнику УСМСА.
1970. ФК Сантос је гостовао на стадиону Луј Ахил са Пелеом. Победили су фудбалску репрезентацију Мартиника са 4 : 1.